# Thierry Lutonda
Thierry Lutonda (Liegi, 27 ottobre 2000) è un calciatore belga, difensore del PEC Zwolle.

## Caratteristiche tecniche
È un terzino sinistro di spinta, molto veloce e dotato di una notevole accelerazione. Fisicamente brevilineo, può ricoprire anche ruoli più avanzati sulla corsia mancina.

## Carriera

### Club
Cresciuto nel settore giovanile dell'Anderlecht, il 12 marzo 2019 prolunga il proprio contratto fino al 2022 ed il 28 luglio seguente esordisce in prima squadra in occasione dell'incontro di Pro League perso 2-1 contro l'Ostenda. Il 9 luglio 2020 viene ceduto in prestito all'RKC Waalwijk.

### Nazionale
Ha giocato nelle nazionali giovanili belghe Under-16, Under-17, Under-18 ed Under-19.

## Statistiche
Statistiche aggiornate al 27 novembre 2020.

### Presenze e reti nei club
| Stagione        | Squadra         | Campionato      | Campionato | Campionato | Coppe nazionali | Coppe nazionali | Coppe nazionali | Coppe continentali | Coppe continentali | Coppe continentali | Altre coppe | Altre coppe | Altre coppe | Totale | Totale | Totale |
| Stagione        | Squadra         | Comp            | Pres       | Reti       | Comp            | Pres            | Reti            | Comp               | Pres               | Reti               | Comp        | Pres        | Reti        | Pres   | Reti   |        |
| --------------- | --------------- | --------------- | ---------- | ---------- | --------------- | --------------- | --------------- | ------------------ | ------------------ | ------------------ | ----------- | ----------- | ----------- | ------ | ------ | ------ |
| 2018-2019       | Anderlecht      | D1              | 1          | 0          | CB              | 0               | 0               |                    | -                  | -                  |             | -           | -           | 1      | 0      |        |
| 2020-2021       | RKC Waalwijk    | ED              | 4          | 0          | CO              | 1               | 0               |                    | -                  | -                  |             | -           | -           | 5      | 0      |        |
| Totale carriera | Totale carriera | Totale carriera | 5          | 0          |                 | 1               | 0               |                    | -                  | -                  |             | -           | -           | 6      | 0      |        |